# Железнодорожная бонистика

В условиях бартера и дефицита денег зарплату рабочим Красноярского ЭВРЗ в 1996—1997 выдавали чеками 50000 рублей

Бонистика железнодорожная (от фр. bonistique) — коллекционирование бумажных денежных знаков мелкого достоинства (бон), выпускаемых в оборот временно как разменные деньги, на которых нанесены изображения, отражающие железнодорожную тематику.
Известны также боны, выпускавшиеся железнодорожными предприятиями как заменители денег. Например, Уссурийский локомотиворемонтный завод и Красноярский ЭВРЗ выпускали свои боны.
Железнодорожный мост через Амур изображён на купюре в пять тысяч рублей выпущенной в России в 2006 году.
(на банкноте указан 1997 год)